# John Riggins
Robert John Riggins, apelidado "The Diesel", (4 de agosto de 1949, Seneca, Kansas) é um ex-jogador de futebol americano que atuava como running back na National Football League pelo New York Jets e pelo Washington Redskins, time este com quem ele foi campeão em 1982. Riggins foi entrou no Pro Football Hall of Fame em 1992.